# Sedo
Sedo是一家位于美國馬薩諸塞州剑桥和德国科隆的域名提供商。该公司是联合互联网的子公司。

## 历史
Sedo于2000年由三位德国大学生创立。 2005年，Sedo在美国马萨诸塞州剑桥市成立办事处。